# Cusino
Cusino est une commune italienne située dans le Val Cavargna, dans la province de Côme, dans la région Lombardie, dans le Nord de l'Italie.

## Administration
| Période                                  | Période | Identité | Étiquette | Qualité |
| ---------------------------------------- | ------- | -------- | --------- | ------- |
|                                          |         |          |           |         |
| Les données manquantes sont à compléter. |         |          |           |         |

### Communes limitrophes
Carlazzo, Garzeno, Grandola ed Uniti, San Bartolomeo Val Cavargna.

## Galerie de photos

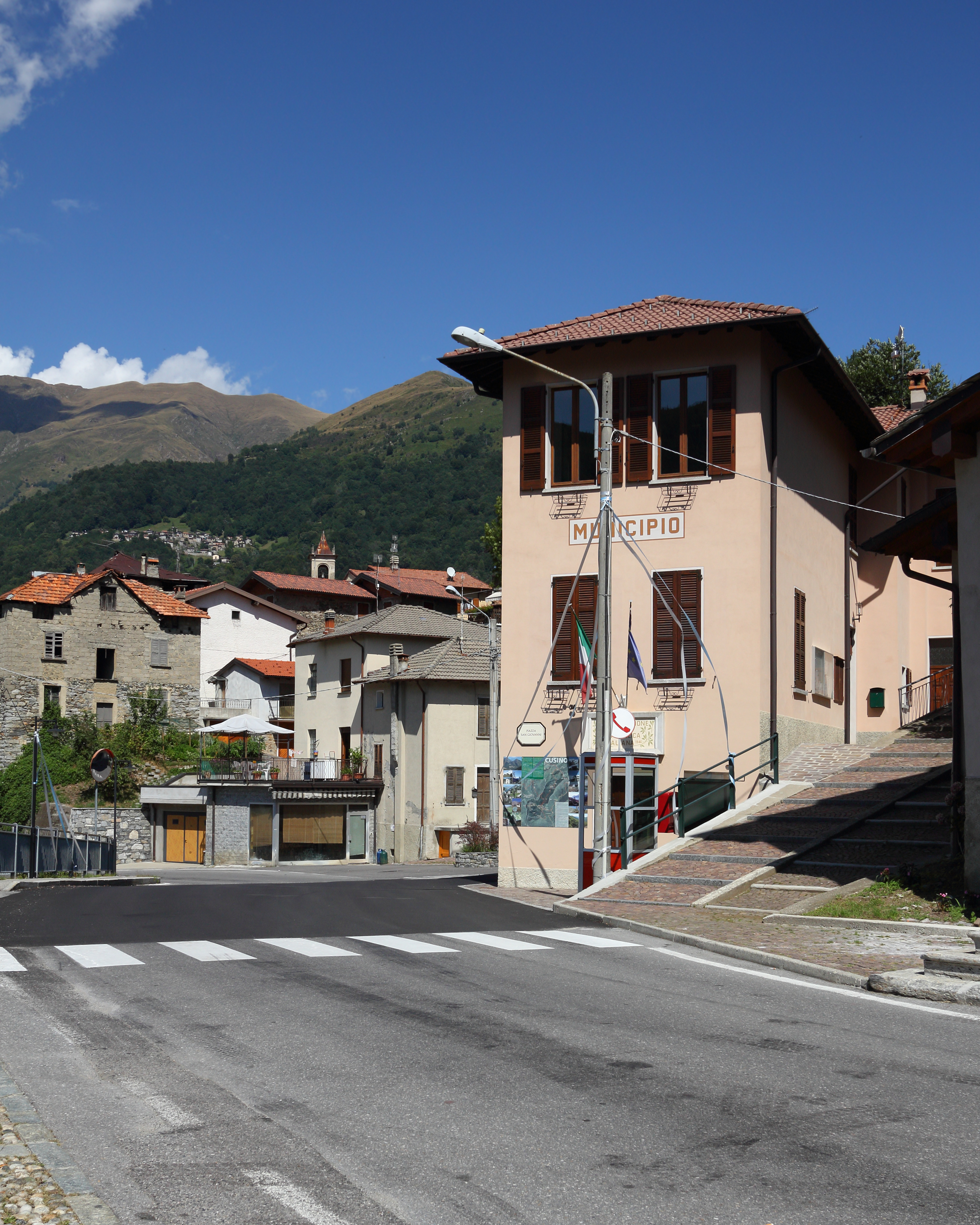
Mairie.
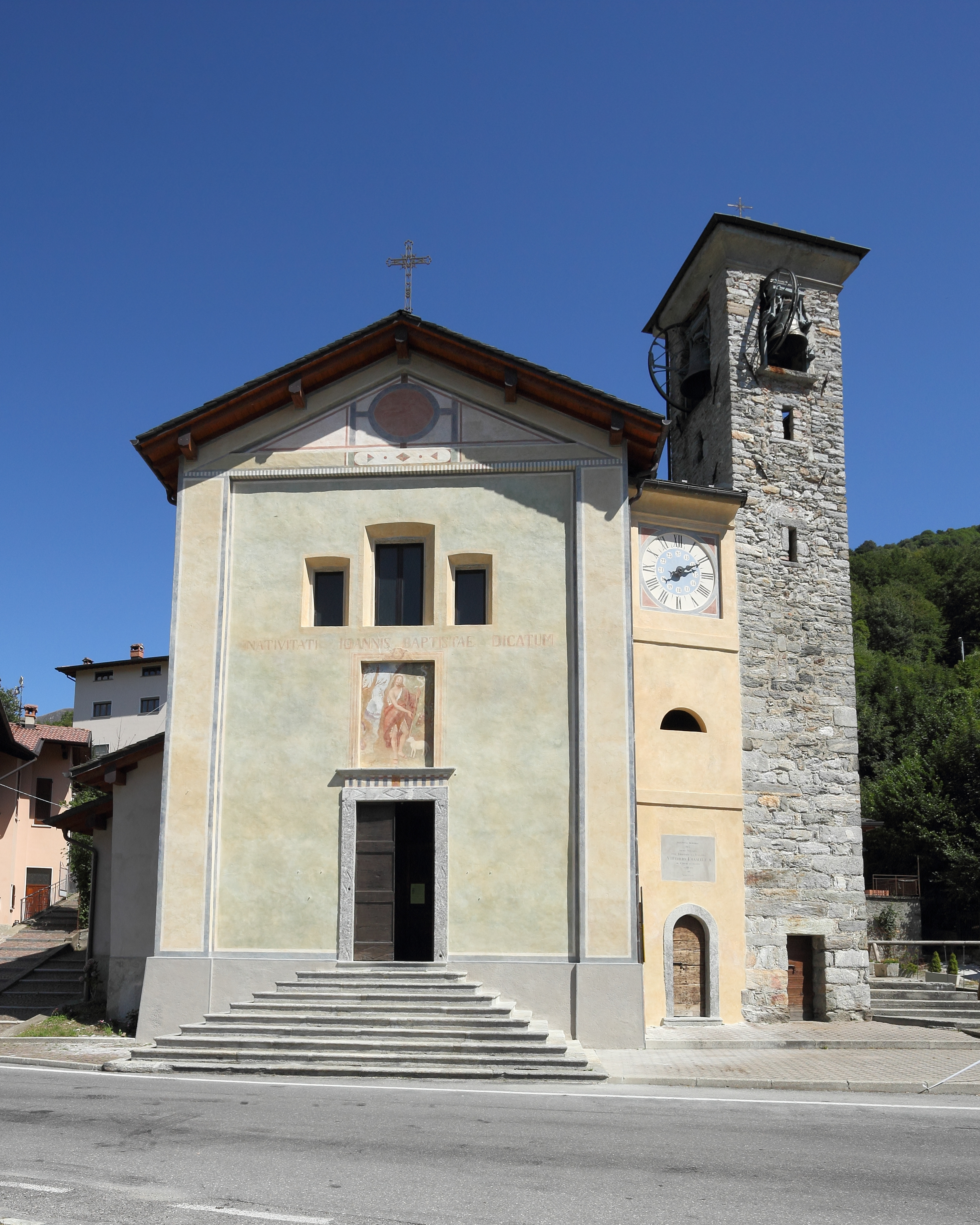
Chiesa della Natività di San Giovanni Battista.